# أوسكار خيمينيز (لاعب كرة قدم)
أوسكار خيمينيز (بالإنجليزية: Oscar Jimenez) هو لاعب كرة قدم أمريكي في مركزي الدفاع والوسط، ولد في 3 نوفمبر 1989 في مونت فيرنون في الولايات المتحدة. لعب مع تولسا روناكس ولويسفيل سيتي.

## وصلات خارجية
- أوسكار خيمينيز (لاعب كرة قدم) على موقع قاعدة بيانات كرة القدم.إي يو (الإنجليزية)
- أوسكار خيمينيز (لاعب كرة قدم) على موقع Soccerway.com (الإنجليزية)